# Двойная забава
Двойная забава (хинди: डबल धमाल) (английский: Double Dhamaal) комедийный фильм 2011 года на индийском языке хинди, продолжение популярного фильма 2007 года «За ста миллионами», а также вторая часть. Режиссером и продюсером фильма является Индра Кумар, а также продюсером Ашок Такерия.
Санджай Датт, Ритеш Дешмукх, Аршад Варси, Аашиш Чаудхари и Джавед Джаффри повторяют свои роли из предыдущих фильмов, а Кангана Ранаут и Маллика Шерават присоединились к ним в качестве новых участников. Театральный трейлер фильма был представлен 6 мая 2011 года одновременно с фильмом «Призраки» . Фильм вышел в прокат 24 июня 2011 года. 

## Синопсис
Продолжая свои проделки, четверо бездельников-друзей Рой, Ади, Боман и Манав все еще пытаются заработать на жизнь обманом людей. Они случайно видят своего старого врага Кабира за рулем роскошного Mercedes-Benz и пытаются узнать секрет его успеха. В ходе расследования они обнаруживают, что он живет за счет богатства своей «жены».
Затем они шантажом заставляют его сделать их своими деловыми партнерами, но четверо друзей не знают, что у Кабира, его девушки Камини и его сестры Кии есть свои собственные планы. Кабир знакомит их с инвестором по имени Бата Бхаи, который также является доном. Четверо друзей убеждают Бата Бхаи вложить свои деньги в нефтяной проект Кабира, но затем Кабир крадет эти деньги. Кабир покидает страну вместе с Камини и Кийей и оставляет четверых друзей разбираться с Батой Бхаи. Однако четверым друзьям удается покинуть город и выследить Кабира в Макао. Они придумывают план, как разрушить счастье Кабира и вернуть свои деньги, переодевшись. Рой «обманывает» Кийю, выдавая себя за «Тукию» и притворяясь влюбленным в нее, в то время как Ади маскируется под сикха по имени «Гханта Сингх», получая работу «личного помощника» Кабира. Рой также маскируется под «Хиру Бхаи», «гуджаратского инвестора», который якобы «вложит средства» в казино Кабира, а Боман выступает в роли его жены, «влюбленной в Кабира», чтобы разорвать его отношения с Камини. Манав выступает в роли разных персонажей.
Однако Кабир, Камини и Кия узнают об их планах и решают притвориться, что четверо друзей их одурачили, подыгрывая их планам. Однако в конце концов они раскрывают это, когда четверо друзей раскрывают себя, шокируя и пугая четверых друзей, которые возмущены тем, что троица снова их обманула. Фильм заканчивается тем, что они сбегают от Джонни Бонзелы из-за того, что Кабир разоблачает их перед ним.

## Бросать
- Санджай Датт в роли Кабира Наяка
- Маллика Шерават в роли Камини
- Ритеш Дешмукх в роли Дешбандху Роя/Ли/Тукарама Садананда Кале «Тукья»/Хира Бхаи
- Кангана Ранаут в роли Кии Наяк
- Аршад Варси в роли Адитьи «Ади» Шривастава/Ганта Сингха/Милана Супари
- Аашиш Чаудхари — Боман Контрактор/Додо/Барбара Хори
- Джавед Джаффри в роли Манава Шривастава/Джоджо/Моти Бхаи
- Сатиш Кошик в роли Бабы Батананда Свами
- Закир Хуссейн в роли Мохсина Бхаи
- Дж. Брэндон Хилл в роли Джонни Бонзелы
- Гарри Джош в роли Касима Кекры
- Фарзил Пардивалла как муниципальный служащий
- Вайбхав Матур — пожиратель паана, парень в дьявольском баре
- Нирадж Кшетрапал в роли молочника
- Стивен Дас
- Шахид Хасан — офисный менеджер Кабира
- Адвокат Хуршеда в офисе Кабира
- Майкл Лагнусас Алкоголик в блестящем костюме
- Латеш Шарма в качестве руководителя